# Edson dos Santos Reis
Edson dos Santos Reis (sinh ngày 26 tháng 2 năm 1990) là một cầu thủ bóng đá người Brasil.

## Sự nghiệp câu lạc bộ
Edson dos Santos Reis đã từng chơi cho Consadole Sapporo.

## Thống kê câu lạc bộ

### J.League
| Đội               | Năm       | J.League | J.League | J.League Cup | J.League Cup | Tổng cộng | Tổng cộng |
| Đội               | Năm       | Trận     | Bàn      | Trận         | Bàn          | Trận      | Bàn       |
| ----------------- | --------- | -------- | -------- | ------------ | ------------ | --------- | --------- |
| Consadole Sapporo | 2008      | 0        | 0        | 1            | 0            | 1         | 0         |
| Tổng cộng         | Tổng cộng | 0        | 0        | 1            | 0            | 1         | 0         |